# Turaco-de-barriga-branca
O turaco-de-barriga-branca (Crinifer leucogaster) é uma espécie de ave da família Musophagidae, que ocorre na África oriental.